# Li Pchan-lung
Li Pchan-lung (čínsky pchin-jinem Lǐ Pānlóng, znaky zjednodušené 李攀龙, tradiční 李攀龍, 1514–1570) byl čínský spisovatel a literární teoretik působící v říši Ming, vůdčí osobnost sedmi pozdějších mistrů a jedna z předních osobností kultury mingské Číny.

## Jména
Li Pchan-lung používal zdvořilostní jméno Jü-lin (čínsky pchin-jinem Yúlín, znaky zjednodušené 于鳞, tradiční 于鱗) a literární pseudonym Cchang-ming (čínsky pchin-jinem Cāngmíng, znaky zjednodušené 沧溟, tradiční 滄溟).

## Život a dílo
Li Pchan-lung pocházel z Li-čchengu (dnes městský obvod v šantungském Ťi-nanu), narodil se roku 1514. Studoval konfucianismus, absolvoval úřednické zkoušky a roku 1544 složil i jejich nejvyšší stupeň – palácové zkoušky a získal titul ťin-š’. Poté nastoupil úřednickou kariéru. Sloužil v Pekingu i regionech, roku 1557 byl odvolán a poté žil ve svém rodišti.
Koncem 40. let společně s mladším Wang Š’-čenem kolem sebe soustředili skupinu básníků, tzv. pozdějších sedmi mistrů a stal se jejich vůdčí osobností. V čele sedmi pozdějších mistrů prosazoval názor archaizujícího literárního hnutí, že nejlepší prózu psali autoři chanské doby (a starší), zatímco v poezii nejvýše hodnotil tchangské básníky vrcholného období; autoři by podle něj měli vycházet z jejich postupů. Ostatní ze sedmi pozdějších mistrů i celého archaizujícího hnutí však nebyli tak soustředění na básníky jednoho období a nevybírali si vzory tak úzce.
Jeho básně, napodobující skladby vrcholně tchangských autorů, si současníci necenili, měli je za nudné a neoriginální. Význam získal editorskou činností, když vydal sbírky tchangské poezie Ku-ťin š’-šan (古今詩刪, Správné vydání staré a moderní poezie) a Tchang-š’ süan (唐詩選, Výběr z tchangské poezie), které zakotvily vysoký status vrcholně tchangských autorů.